# Liste der Geotope im Landkreis Hildburghausen
Im Landkreis Hildburghausen gab es im Juni 2024 insgesamt 32 erfasste Geotope.

## Geotope

### Gesteine
| ID       | Bild | Bezeichnung                           | Art                                                                              | Stratigraphie            | Beschreibung | Gemeinde     | Lage |
| -------- | ---- | ------------------------------------- | -------------------------------------------------------------------------------- | ------------------------ | --- | ------------ | ---- |
| HBN_893  |      | Steinerne Kirche                      | Basalt mit säuliger Ausbildung                                                   | Trias                    | Die Steinerne Kirche (Ottilienkapelle) befindet sich im Bereich der nördlichen Kuppe des Steinernen Berges, südlich der Werra. Im nordöstlichen Teil des Steinernen Berges wird der Muschelkalk von einem Basaltgang durchsetzt. Er ist vermutlich Teil eines Basaltganges, der vom Ermelsberg bei Dingsleben über den Ottilienberg (Steinerne Kirche) zum Feldstein verläuft. Das basaltische Magma durchdrang im Miozän (Jungtertiär) die Schichten des Muschelkalks. Die Ruine der Ottilienkapelle steht auf dem Basaltfelsen. Noch bis Ende des 19., Anfang 20. Jahrhunderts wurde hier in einem Steinbruch Basalt abgebaut. Die Basaltsäulen sind fächerartig orientiert und bilden die Überreste eines ehemaligen Gangschlotes. Beim Abkühlen der basaltischen Lava bzw. des basaltischen Magmas entstehen bienenwabenartige Schrumpfungsrisse, die dem Basalt eine säulenartige Struktur verleihen. Beim Erkalten des nach oben vordringenden Basalt-Magmas entsteht senkrecht zur (vertikalen) Abkühlungsfläche eine horizontal liegende Basaltsäule. Dagegen erstarrt eine horizontal ausfließende Basalt-Lava zu senkrecht stehenden Basaltsäulen (häufiger zu finden als Schlote). Bei dem Basalt handelt es sich nach neueren Untersuchungen (R. MEYER et al.) um einen Alkali-Basalt. Der Basalt ist grau- bis blauschwarz, führt Plagioklas, Augit, Magnetit, Olivin, Apatit, Nephelin und besitzt eine Glasbasis. Besonders auffällig ist das Auftreten von teilweise großen Olivinknollen (> 5 cm). Außerdem kommen im Basalt noch Xenolithe vor. Das sind Fremdeinschlüsse aus Kalkstein, Granit und Gneis vor, die beim Aufstieg des Magmas mitgerissen wurden. | Henfstädt    | Lage |
| HBN_2012 |      | Steinbrüche am „Hahnritz“ bei Bedheim |                                                                                  | Unterer Keuper           | In den alten Steinbrüchen am Hahnritz, nördlich Bedheim, wurden seit dem Mittelalter bis in die 1940er Jahre die etwa 7 m mächtigen Sandsteinbänke aus dem Unteren Keuper abgebaut. Berühmt wurden die Steinbrüche durch Funde von 233 Mio. Jahre alten fossilen Pflanzen und vor allem durch den Fund eines Mastodonsaurus-Schädels durch Dr. Rühle von Lilienstern (Heute im Naturhistorischen Museum Schleusingen). Das geologische Profil der Brüche zeigt mit einem Wurzelboden an der Basis eine trocken gefallene Überflutungsebene mit reichlich Vegetation an. Darüber erfolgten massive und erosive Sandschüttungen in Rinnenausbildung. Reste der überfluteten und mitgerissenen Pflanzen sind in diese Sandsteine eingelagert. Im oberen Bereich fanden sich zusammen mit Tongeröllen ehemaliger Seeablagerungen auch Reste von Amphibien und Fischen. Aus diesem Profilbereich stammt der etwa 70 cm lange Schädel von Mastodonsaurus giganteus. Schließlich folgt nach 1,5 m mächtigen Siltsteinen ein dünnbankiges Bonebed („Knochenschicht“), in dem 20 verschiedene Wirbeltierarten nachgewiesen wurden. Siltsteine mit Pflanzenhäcksel bilden den Abschluss des Profils. Vor 233 Millionen Jahren gab es hier einen größeren See mit etwa 3 m langen Mastodonsauriern, viel kleineren Plagiosauriern (Breitkopfsaurier), Lungenfischen (Ptychoceratodus) und Schmelzschupperfischen. Am Ufer standen bis 8 m hohe Schachtelhalmstängel von Equisetites arenaceus – dem größten krautigen Schachtelhalmgewächs der Erde! Aber auch Farne (Cladophlebis, Bernoullia) , Farnsamer (Taeniopteris, Sagenopteris) , Palmfarne (Dioonitocarpidium) und das nach dem Finder Dr. Hugo RÜHLE VON LILIENSTERN benannte Bärlappgewächs Bedheimia (?Pleuromeia) ruehlei. Es folgte eine Flutkatastrophe! An vielen Stellen wurden die schon verfestigten Seesedimente durch die sich tief einschneidenden Flussrinnen abgetragen und in den Flusssandsteinen selbst erneut abgelagert. Daher finden sich in den Sandsteinen meist nur isolierte Fossilreste. | Römhild      | Lage |
| HBN_895  |      | Silbacher Granit                      | Granit, kontaktmetamorphe Schiefer                                               | Stefan                   | Der ehemalige Steinbruch wurde an einem mäßig steilen Hang angelegt. In dem auflässigen Steinbruch ist der Granit von Silbach (Schleusetal-Granit) aufgeschlossen. Es handelt sich um einen biotitarmen Syenogranit mit porphyrischem Gefüge. Der Granit wird als spätpostkinematischer Granit eingestuft. Das Intrusionsalter des Schleusetal-Granits wird mit ca. 285 Mio. Jahren datiert (KEMNITZ et al. (1999)). | Schleusingen | Lage |
| HBN_2011 |      | „Bunte Mergel“ bei Westhausen         | Wechsellagerung von rotbraunen bis violetten sowie grüngrauen Tonmergelgesteinen | Graue Heldburggipsmergel | Der durch gelegentlichen Abbau entstandene Aufschluss der Bunten Mergel besteht aus einer Wechsellagerung von rotbraunen bis violetten sowie überwiegend grüngrauen Tonmergelgesteinen mit eingeschalteten Gipsen und Salzen (Heldburggipsmergel). Die Heldburggipsmergel (kmGOG) sind das oberste Glied des zum Mittleren Keuper gehörenden Oberen Gipskeuper. Diese Mergelgesteine lagerten sich in großen, abflusslosen Binnenseen in einem wechselfeuchten Klima mit ausgeprägten Trockenphasen ab. Die rot-braun-violette Färbung durch Eisenoxid entstand während der Regenzeit und die grüngraue Färbung durch Salze und Gipse in der Trockenzeit. Durch kleinere tektonische Bewegungen entstand eine kleine durch konjugierte Scherbrüche begrenzte eingesunkene Grabenstruktur im Aufschluss, dessen Versatz durch die angesprochene Wechsellagerung besonders gut ersichtlich ist. | Westhausen   | Lage |

### Lagerungsverhältnisse/Tektonik
| ID       | Bild | Bezeichnung                     | Art                                      | Stratigraphie       | Beschreibung | Gemeinde      | Lage |
| -------- | ---- | ------------------------------- | ---------------------------------------- | ------------------- | --- | ------------- | ---- |
| HBN_897  |      | Mühlberg/Köpfchen               | phyllitischer Tonschiefer                | Altenfeld-Formation | Der Mühlberg befindet sich im Grenzbereich von Thüringer Wald und Thüringischem Schiefergebirge. Am Köpfchen ist präkambrischer phyllitischer Tonschiefer aufgeschlossen. Dieser weist intensive Faltenbildung auf. | Schleusegrund | Lage |
| HBN_1406 |      | Kapellenberg bei Stressenhausen | Limburgit-Gang, gefrittete Keuper-Mergel | Mittlerer Keuper    | Der Kapellenberg liegt ca. 1 km westlich von Stressenhausen. Er stellt einen sanften Hügel dar. Am Kapellenberg stehen Schichten der Unteren Gipskeuper-Folge des Mittleren Keupers an. Es handelt sich um bunte Mergel mit Steinmergellagen, Dolomiten, Sandsteinen und Quarzbreccien. Die Ablagerungen des Keupers werden am Kapellenberg von einem basaltischen Gang durchbrochen. Der Gang ist nicht mehr aufgeschlossen, es finden sich aber Lesesteine. Die morphologische Hervorhebung des Objekts ist auf die höhere Verwitterungsbeständigkeit des anstehenden basaltischen Gesteins gegenüber den umgebenden Gesteinen des Keupers zurückzuführen sowie die leichte kontaktmetamorphe Überprägung des Umgebungsgesteins bei Platznahme des Ganges, wodurch die Kompetenz des Umgebungsgesteins erhöht wurde. Im Gestein finden sich Xenolithen. | Straufhain    | Lage |

### Sedimentstrukturen
| ID       | Bild | Bezeichnung                                    | Art       | Stratigraphie                        | Beschreibung | Gemeinde       | Lage |
| -------- | ---- | ---------------------------------------------- | --------- | ------------------------------------ | --- | -------------- | ---- |
| HBN_1409 |      | Chirotherium-Sandsteinplatte in Hildburghausen | Sandstein | Thüringischer Chirotherien-Sandstein | Der Chirotheriensandstein der Solling-Folge ist der oberste (jüngste) Sandsteinhorizont des Mittleren Buntsandsteins und bildet den Übergang von den terrestrisch-fluviatilen Sedimentationsbedingungen des Mittleren Buntsandsteins zu den salinar-marinen Bedingungen des Oberen Buntsandsteins (Röt). Namensgebend sind die Spuren größerer Reptilien (Chirotherium – „Handtier“). Im Bereich Hildburghausen ist der Chirotheriensandstein als heller, wenig toniger, gleich- und feinkörniger Sandstein ausgebildet. Er ist fast immer braun oder gelb gefleckt (Tigersandstein) und tritt in starken Bänken auf. Im Chirotheriensandstein treten zahlreiche Netzleisten (ausgefüllte, ehemalige Trockenrisse) sowie Wellenfurchen (Wellenrippeln) auf. Eine große Platte mit Wellenrippeln, abgelagert im Flachwasser als limnisches Sediment, stellt das heutige Flächennaturdenkmal dar. Chirotherium-Spuren oder Ähnliches sind am Objekt nicht vorhanden. Etwa 200 weiter am Rande des ehem. Tümpels wurde 1933 beim Bau des Freibades eine ca. 14 m² große Platte mit Fährten von 11 verschiedenen Reptilien entdeckt. Zur Besichtigung von Chirotherium-Spuren sei das Naturhistorische Museum Bertholdsburg oder das Chirotherium-Monument auf dem Marktplatz Hildburghausen empfohlen. | Hildburghausen | Lage |

### Typlokalitäten/Richtprofile
| ID       | Bild | Bezeichnung                                    | Art | Stratigraphie                        | Beschreibung | Gemeinde       | Lage |
| -------- | ---- | ---------------------------------------------- | --- | ------------------------------------ | --- | -------------- | ---- |
| HBN_2003 |      | Steinbruch „Winzer“ bei Heßberg, Locus typicus | heller, wenig toniger, gleich- und feinkörniger Sandstein, braun oder gelb gefleckt (Tigersandstein), zahlreiche Netzleisten (ausgefüllte, ehemalige Trockenrisse) sowie Wellenrippeln | Thüringischer Chirotherien-Sandstein | Der Chirotheriensandstein der Solling-Folge ist der oberste (jüngste) Sandsteinhorizont des Mittleren Buntsandsteins und bildet den Übergang von den terrestrisch-fluviatilen Sedimentationsbedingungen des Mittleren Buntsandsteins zu den salinar-marinen Bedingungen des Oberen Buntsandsteins (Röt). Namensgebend sind die Spuren größerer Reptilien (Chirotherium – „Handtier“). Aufgeschlossen ist eine ehemals ca. 4,30 m mächtige Schichtenfolge aus einer Wechsellagerung von dominierenden Sandsteinbänken sowie zwischengeschaltete Ton- und Siltsteinschichten. Der Chirotheriensandstein ist als heller, wenig toniger, gleich- und feinkörniger Sandstein ausgebildet. Er ist meist braun oder gelb gefleckt (Tigersandstein) und tritt in starken Bänken auf. Im Chirotheriensandstein treten zahlreiche Netzleisten (ausgefüllte, ehemalige Trockenrisse) sowie Wellenrippeln (entstanden durch vom Wind erzeugte Wasserströmung in Seen) auf. Der ehem. Steinbruch gilt als locus typicus (Typlokalität: erstmaliger Fundort/wissenschaftliche Beschreibung) für Chirotherium barthii (1833 von F. Sickler entdeckt und 1834 von ihm beschrieben). Bei Chirotherium handelt es sich um Fährten von Archosaurier, die den Ahnen der Krokodile, Vögel und Dinosaurier nahe standen. Zur Besichtigung von Chirotherium-Spuren sei das Naturhistorische Museum Bertholdsburg oder das Chirotherium-Monument auf dem Marktplatz Hildburghausen empfohlen. | Hildburghausen | Lage |

### Fluviatile und gravitative Abtragungs- und Ablagerungsformen
| ID       | Bild | Bezeichnung                                                  | Art | Stratigraphie                                       | Beschreibung | Gemeinde      | Lage |
| -------- | ---- | ------------------------------------------------------------ | --- | --------------------------------------------------- | --- | ------------- | ---- |
| HBN_1533 |      | Leite bei Harras                                             | Kalksteine, Kalkmergelsteine | Trias                                               | Die Leite liegt im Verbreitungsgebiet des Unteren Muschelkalkes. In diesem Bereich fehlen teilweise die Bodenbildungen. Die Kalksteine und Kalkmergelsteine des Unteren Muschelkalkes stehen direkt an der Oberfläche an. Profilaufschlüsse sind nicht vorhanden, lediglich die Schichtflächen des unteren Muschelkalks liegen aufgrund der fehlenden Bodenbildung teilweise frei. | Eisfeld       | Lage |
| HBN_1410 |      | Landschaft am Nadelöhr und an der Stickelleite bei Henfstädt | Kalkstein | Trias                                               | Die Landschaft entstand durch die erosive Wirkung der Werra. Die Stickelleite stellt einen ehemaligen Prallhang der Werra dar. Aufgeschlossen sind die Gesteine des Unteren Muschelkalkes, die teilweise von Sedimenten der Talaue verdeckt werden. Der Muschelkalk besteht überwiegend aus plattigen, flasrigen und knaurigen Wellenkalken. Gut zu sehen sind die im Wellenkalk eingeschalteten härteren Kalksteinbänke der Oolithzone, der Terebratelzone sowie der Schaumkalkzone. Altwasserarme und Teile des Flussbettes sind zugeschüttet. Nordwestlich von Henfstädt liegt der Hain mit der Osterburg. | Henfstädt     | Lage |
| HBN_898  |      | Fehrenbacher Schweiz                                         | grobklastisches Konglomerat | Konglomerate der Goldlauter-Formation, ungegliedert | Die Fehrenbacher Schweiz, ein Talabschnitt der Biber an der Straße nach Masserberg mit markanten Felsbildungen, besteht aus dem sog. Fehrenbacher Konglomerat und wird der Ilmenau-Formation des Unterrotliegend zugeordnet. Das Fehrenbach-Konglomerat wurde aus westlicher Richtung geschüttet. Als Liefergebiet gilt der Schleusehorst – ein zutage tretender Bereich des Grundgebirgsstockwerkes an der NW-Flanke des Schwarzburger Antiklinoriums – dessen synsedimentäre Heraushebung an den Flanken zu mächtigen, rasch sedimentierten Schwemmfächerablagerungen führte. Das Konglomerat setzt sich daher fast ausschließlich aus Schiefergebirgsmaterial (Phyllit, Quarzphyllit, Tonschiefer, Quarz und Rhyolith) zusammen, wobei Quarzitphyllite aus der Kernzone des Schwarzburger Antiklinoriums vorherrschen. Die Schieferkonglomerate von Fehrenbach und Crock sind die am weitesten nach SE reichenden Schichteinheiten des Rotliegend im Thüringer Wald. | Masserberg    | Lage |
| HBN_1689 |      | Nadelöhr in der Gießübler Schweiz                            | Konglomerat, Gerölle faust-taubeneigroß, teilweise bis 20 cm Kantenlänge, überwiegend Schiefergebirgsmaterial | Fehrenbach-Konglomerat                              | Das „Nadelöhr“ ist eine einzeln stehende Felsrippe im Bereich der Gießübler Schweiz ca. 1,5 km südöstlich Gießübel mit einer Öffnung (Tor) von unregelmäßiger Form (Basis 2 m weit, lichte Höhe bis 0,9 m). Es besteht aus dem sog. Fehrenbacher Konglomerat und wird der Ilmenau-Formation des Unterrotliegend zugeordnet. Das Fehrenbach-Konglomerat wurde aus westlicher Richtung geschüttet. Als Liefergebiet gilt der Schleusehorst – ein zutage tretender Bereich des Grundgebirgsstockwerkes an der NW-Flanke des Schwarzburger Antiklinoriums – dessen synsedimentäre Heraushebung an den Flanken zu mächtigen, rasch sedimentierten Schwemmfächerablagerungen führte. Das Konglomerat setzt sich daher fast ausschließlich aus Schiefergebirgsmaterial wie Phyllit, Quarzphyllit, Tonschiefer, Quarz und Rhyolith zusammen, wobei Quarzitphyllite aus der Kernzone des Schwarzburger Antiklinoriums vorherrschen. Die Schieferkonglomerate von Fehrenbach und Crock sind die am weitesten nach SE reichenden Schichteinheiten des Rotliegend im Thüringer Wald. Das Geotop ist mit einer Sitzmöglichkeiten sowie einer Informationstafel versehen. In unmittelbarer Nähe des Objekts befindet sich auch der „Schröderfelsen“, welcher ebenfalls aus dem Fehrenbacher Konglomerat besteht. | Schleusegrund | Lage |
| HBN_1408 |      | Rote Klippen am Adlersberg                                   | Rhyolith, einsprenglingsarm, mittelporphyrisch bis grobporphyrisch (Feldspat – selten Quarz), z. T. alteriert, z. T. porös, z. T. sphärolithisch, z. T. fluidal, z. T. brekziiert, massig, hellrotbraun bis rosarot, verwittert weiß | Rhyolithe der Möhrenbach-Formation, ungegliedert    | Die Roten Klippen liegen NW des Adlersberges und sind ca. 0,5 km von dessen Gipfel entfernt. Diese bestehen aus 9 Felsen, die einen Steilabfall in Richtung des Tales (nordwestlich der Klippen) darstellen. Unter den Felsen liegt eine Gesteinsschutthalde. Die Roten Klippen bestehen aus Rhyolith (Quarzporphyr) der Möhrenbach-Formation (Oberkarbon). Dieser grenzt nördlich an das Grundgebirge in Form des Ilmtal-Suhler Granites. Der Rhyolith ist weniger verwitterbar und gegen den leichter zersetzbaren Granit als Härtling herausgearbeitet. Er ist hellrotbraun bis fleischrot gefärbt und hat spärlich kleine Einsprenglinge von Orthoklas und Quarz. | Schleusingen  | Lage |
| HBN_1589 |      | Eingefallener Berg                                           | Tonstein, Tonmergelstein (so), Kalkstein, Kalkmergelstein (mu) | Trias                                               | Der Eingefallene Berg am Westufer der Werra südlich Themar besteht aus Kalk- und Kalkmergelsteinen des Unteren Muschelkalks, dem sog. Wellenkalk. Durch die intensiv geklüfteten Kalksteine dringt Niederschlagswasser weitgehend ungehindert bis an die Basis des Unteren Muschelkalks auf die im Liegenden lagernden tonigen Sedimente des Oberen Buntsandsteins (Röt). Durch die stauende Wirkung der Röt-Tonsteine sammelt sich Grundwasser an der Grenzfläche, so dass die Tonsteine durchfeuchtet werden und bei größerer Auflast zu „fließen“ beginnen. Ein durch senkrechte Klüfte bereits „gelockerter“ Felsblock rutscht somit talabwärts. Ausgelaugte Gipsschichten im Oberen Buntsandstein können diesen Mechanismus beschleunigen. Dieser Bergsturz hinterlässt eine steile Abrisswand. Das Bergsturzgebiet am „Eingefallenen Berg“ ist ein Musterbeispiel für geologisch bedingte Rutschungen und gehört zu den größten und schönsten seiner Art in Thüringen. Der letzte Bergrutsch am Eingefallenen Berg (80 m hoch, 500 m lang) ereignete sich am 3. April 1595. | Themar        | Lage |
| HBN_1530 |      | Rapsgrabenschlucht                                           | Sandstein, Tonstein, Dolomitstein | Löwenstein-Formation (Burgsandstein)                | In der Rapsgrabenschlucht sind Sandsteine, Tonsteine und Kalksteine angeschnitten. Die in Thüringen selten als Fels aufgeschlossene ,Dolomitische Arkose' ist ein feldspatreicher Sandstein, der karbonatisch zementiert wurde. Dieses hier 2–3 m mächtige Sedimentgestein ist sehr hart und bildet die Steilstufe der Schlucht. Das Karbonat (Calcit oder Dolomit) ist dabei sekundär in die Porenhohlräume des Sandsteins eingedrungen und hat ihn Kalkstein-artig verfestigt. Der Sandstein enthält neben grauen Quarz- auch viele rötliche Feldspat-Körner und ist daher auch Arkose-artig ausgebildet. Er baut im mittleren Abschnitt des Rapsgrabens die Felswände auf. Dieser Sandstein ist etwas weicher als die ,Dolomitische Arkose', da er nicht karbonatisch zementiert ist. Rotbraune und grüngraue Tonsteine sind nur selten zu sehen, da diese weichen Sedimente am Hang schnell verwittern und vom Boden überdeckt werden. Die Tonsteine sind in einer Landschaft mit ausgedehnten Überschwemmungsebenen als feine Trübe in sehr großen Seen entstanden. In dieser Zeit gab es aber auch eine starke Sandzufuhr durch viele Flüsse aus dem benachbarten Hochland. Diese Flüsse erodierten tiefe Rinnen in den Untergrund, die dann mit dem Flusssand gefüllt wurden. So entstanden oft mehrere Meter mächtige Sandsteinbänke. Bei wechselfeuchtem Klima fielen die Wasserflächen auch zeitweise trocken, so dass es zur Bodenbildung kommen konnte. Zeugen dafür sind die fossilen Wurzelröhren. Die beschriebenen Sand- und Tonsteine der Rapsgrabenschlucht gehören als Schichtglied ,Dolomitische Arkose' zur Löwenstein-Formation im oberen Sandsteinkeuper (,Burgsandstein', Mittlerer Keuper, Trias). Diese betont sandige Ausbildung des Keupers ist typisch für die Randgebiete, während zeitgleich im Becken-Zentrum z. B. an den ,Drei Gleichen' bei Arnstadt die tonig-mergeligen Sedimente dominieren (Arnstadt-Formation). | Ummerstadt    | Lage |

### Lösungsbedingte Abtragungs- und Ablagerungsformen
| ID       | Bild | Bezeichnung                  | Art                                                                                       | Stratigraphie       | Beschreibung | Gemeinde     | Lage |
| -------- | ---- | ---------------------------- | ----------------------------------------------------------------------------------------- | ------------------- | --- | ------------ | ---- |
| HBN_1529 |      | Tropfsteinhöhle Sachsenbrunn | Kalkstein, Kalkmergelstein                                                                | Trias               | Die Tropfsteinhöhle befindet sich im südlichen Vorland des Thüringischen Schiefergebirges, im Tal der oberen Werra. Die Tropfsteinhöhle ist durch Karbonatlösung und -auslaugung entstanden. Die tektonische Beanspruchung im Bereich der Südwestrandstörung hat zu einer Erhöhung der Durchlässigkeit der Kalksteine geführt und somit zur Verkarstung und Höhlenbildung beigetragen. Die ehemaligen 2 Eingänge am östlichen Hang des Werratales sind durch Gesteinsmaterial verfüllt worden. In die Höhle fließt Werrawasser ein. Das Vorhandensein der Höhle ist auch durch das zeitweilige Trockenfallen des Flussbettes der Werra ab einer bestimmten Stelle zu erkennen (in Trockenzeiten). | Eisfeld      | Lage |
| HBN_900  |      | Klufthöhlen im Gehege        | Kalkstein, Kalkmergelstein                                                                | Trias               | Die Klufthöhlen befinden sich auf einer Muschelkalkhochfläche zwischen Westenfeld und Exdorf. Dieses Muschelkalkplateau ist in nördliche und steil in südliche Richtung geneigt. Die Höhle ist nicht begehbar, da der Eingang verfüllt ist. Vom ehemaligen Eingang ist nur noch eine ca. 1 m tiefe Grube sichtbar. | Römhild      | Lage |
| HBN_899  |      | Wilde Weiber Löcher          | Kalkstein, Kalkmergelstein                                                                | Unterer Muschelkalk | Die Wilde Weiber Löcher befinden sich in einem Taleinschnitt im Bereich der Muschelkalkhochfläche zwischen Jüchsen und Westenfeld. Es handelt sich um ein Kerbtal, an dessen Hang sich der ehemalige Höhleneingang befindet. Der Eingang zur Höhle ist durch Gestein verfüllt. Die Karsthöhlung ist durch Karbonatlösung und -auslaugung entstanden. Die tektonische Beanspruchung durch die Aufwölbung des Bibraer Sattels hat mit zur Höhlenbildung beigetragen. Am östlichen Talhang sind zwei auflässige Steinbrüche im Unteren Muschelkalk vorhanden. Im direkt gegenüber der verschütteten Höhle befindlichen Steinbruch stehen Gesteine des unteren Muschelkalks relativ unverwittert an, auch das Einfallen der Schichten nach SSW (191/30) sowie Harnische auf Schichtflächen sind schön zu erkennen. Die Entstehung dieser Strukturen ist vermutlich ebenfalls mit der Entstehung des Bibraer Sattels korrelierbar. | Römhild      | Lage |
| HBN_1527 |      | Todtenlache bei Rappelsdorf  | Gips, Dolomit, Tonstein (Zechstein) von Sandstein mit Tonstein (Buntsandstein) überlagert | Zechstein           | Die wassererfüllte Senke entstand durch Auslaugung der Salinarbestandteile (Gips, Salz) des unterlagernden Zechsteins. In die so entstandenen Hohlräume brachen die Deckschichten ein, was zur Entstehung von Erdfällen führte. Werden die Karsthohlräume durch Quellen gespeist, dann entsteht, wie hier an der Todtenlache, ein Erdfallsee. Durch Farb-Tracerversuche ist bekannt, dass ein Bach ca. 1,5 km nördlich im Bärental über eine Bachschwinde im Bereich der verkarsteten Gesteine des Zechsteins zur Speisung der Todtenlache beiträgt. Der Erdfallsee gliedert sich in 3 Teilbecken mit einer maximalen Tiefe von 7 m. Die Quellaustritte befinden sich am Grund der Erdfalltrichter. Das Wasser ist mit 84–87 Grad deutscher Härte (überwiegend Nichtkarbonathärte durch gelöste Gipse) sehr hart. Abflussmessungen ergaben eine mittlere Quellschüttung von 35–45 l/s. Die Anwesenheit des Zechsteins in geringer Tiefe ist auf die Hebung des „Kleinen Thüringer Waldes“ zurückzuführen, der morphologisch westlich von Rappelsdorf auch vom Geotop aus sichtbar ist. Auch die Subrusion, welche letztendlich zur Ausbildung der Erdfalltrichter führte, ist vermutlich auf die Südrandstörung des „Kleinen Thüringer Waldes“ zurückzuführen. | Schleusingen | Lage |

### Verwitterungsformen
| ID       | Bild           | Bezeichnung                       | Art | Stratigraphie                                                       | Beschreibung | Gemeinde      | Lage |
| -------- | -------------- | --------------------------------- | --- | ------------------------------------------------------------------- | --- | ------------- | ---- |
| HBN_1411 | weitere Bilder | Festungsberg Heldburg             | Phonolith, mit Basaltgängen                                                                                             | Tertiär                                                             | Der Festungsberg Heldburg ist eine Phonolithkuppe (Härtling), der sich im Heldburger Raum aus ebenem Gelände erhebt. Der Phonolith hat im Tertiär die Schichten des Keupers durchschlagen und liegt nun auf dem Semionotus-Sandstein des Mittleren Keupers (Trias). Er besteht aus Sanidin, Nephelin, Augit, Hornblende und Hauyn, weiterhin treten Glimmer (Biotit), Apatit, Magnetit, Ilmenit und Zirkon auf. Basaltgänge laufen in den Phonolithkörper hinein. Einer dieser Basaltgänge ist im Keuperrangen von Heldburg als 6 m hoher Gang mit einer „Salband“-Zone in den Mergelsteinen des Mittleren Keupers aufgeschlossen, der Gang befindet sich gegenüber des ehem. Bahnhofs Heldburg hinter der offenen Ausstellungsfläche eines Baumarktes und ist mit einer geologischen Informationstafel versehen. Das Gestein des Burgbergs wurde auf rund 15 Mio. datiert (sowohl Phonolith, als auch basaltische Gänge). Eine Besonderheit des Burgbergs ist neben dem einzigen größeren Vorkommen von Phonolith in der Heldburger Gangschar das Vorhandensein von Mantelxenolithen. Neuere Forschungen legen nahe, dass die Xenolithe aus basaltischem Magma, welches in den zu diesem Zeitpunkt noch flüssigen Phonolithkörper intrudierte, stammen. Neben diesen indirekten Hinweisen auf Magmenmischung sind am Burgberg auch direkt Bereiche der Magmenmischung zwischen Phonolith und Basanit aufgeschlossen, was den Burgberg zu einem der wenigen Objekte macht, an welchem dieses Phänomen zu betrachten ist. Die Koordinaten gelten für den größeren Steinbruch, alle anderen Aufschlüsse befinden sich in der Nähe entlang der ausgeschilderten Wege, der angesprochene Aufschluss mit Magmenmischung bereits zwischen Parkplatz und Eingang zur Veste Heldburg. Der Festungsberg ist Teil der Deutschen Vulkanstraße. Viele der Aufschlüsse sind mit geologischen Hinweistafeln versehen, verschiedene Installationen erklären auch die Besonderheiten des Phonoliths gegenüber den sonst in der Heldburger Gangschar vorherrschenden basaltischen Gesteinen. | Heldburg      | Lage |
| HBN_1413 |                | Dachsbachkanzel bei Gießübel      | Konglomerat und Brekzie, schiefergeröllreich, Komponenten wenig gerundet bis kantengerundet                             | Fehrenbach-Konglomerat                                              | Die ca. 20 m hohe Dachsbachkanzel südlich Gießübel besteht aus dem sog. Fehrenbacher Konglomerat und wird der Ilmenau-Formation des Unterrotliegend zugeordnet. Das Fehrenbach-Konglomerat wurde aus westlicher Richtung geschüttet. Als Liefergebiet gilt der Schleusehorst – ein zutage tretender Bereich des Grundgebirgsstockwerkes an der NW-Flanke des Schwarzburger Antiklinoriums – dessen synsedimentäre Heraushebung an den Flanken zu mächtigen, rasch sedimentierten Schwemmfächerablagerungen führte. Das Konglomerat setzt sich daher fast ausschließlich aus Schiefergebirgsmaterial wie Phyllit, Quarzphyllit, Tonschiefer, Quarz und Rhyolith zusammen, wobei Quarzitphyllite aus der Kernzone des Schwarzburger Antiklinoriums vorherrschen. Die Schieferkonglomerate von Fehrenbach und Crock sind die am weitesten nach SE reichenden Schichteinheiten des Rotliegend im Thüringer Wald. | Masserberg    | Lage |
| HBN_1405 |                | Großer Stein bei Oberneubrunn     | phyllitische Tonschiefer mit Quarzlagen                                                                                 | Altenfeld-Formation                                                 | Der Große Stein liegt am nördlichen Ortsrand von Oberneubrunn an dem steil ansteigenden Süd- bzw. Südwesthang des Sommerberges. Auf dem Gipfel des Großen Steins ragt ein Felsklotz mit stark gefaltetem Gestein hervor. Es handelt sich um intensiv gefaltete Tonschiefer und Quarzite der Katzhütte-Gruppe (Proterozoikum, ca. 660 Mio. Jahre) mit starkem phyllitischen Glanz. In den Phylliten können generell noch Lagen bzw. Knauern von Fettquarz, graphitische Schiefer, Amphibolith und Porphyroid (geschieferter Porphyr) eingelagert sein. Die erste Phase der intensiven Deformation erfolgte während der Cadomischen Gebirgsbildung, eine zweite, schwächere Phase der Deformation erfolgte in der Variszischen Gebirgsbildung. Strukturell gehören die aufgeschlossenen Gesteine zum Kern des Schwarzburger Antiklinoriums, einer Struktur, die während der Variszischen Orogenese angelegt wurde. | Schleusegrund | Lage |
| HBN_896  |                | Großer Stein nordwestlich Kahlert | Glimmerporphyrit (Latit mit Biotiteinsprenglingen)                                                                      | Trachyandesite der Möhrenbach-Formation, ungegliedert („Porphyrit“) | Der große Stein befindet sich am südöstlichen Hang des Seidelbaches. Der anstehende Fels aus Latit (mit Biotiteinsprenglingen) – einem vulkanischen Eruptivgestein – entstand während vulkanischer Aktivitäten im Oberkarbon und wird der Möhrenbach-Formation zugeordnet. Die ausgeprägten Großklüfte fallen überwiegend steil mit 80° ein. | Schleusegrund | Lage |
| HBN_1412 | weitere Bilder | Triniusstein                      | Trachyandesit, mittelporphyrisch, biotitarm, oft chloritisiert, hellbraun, bräunlichgrau, rötlich, bläulich, dunkelgrau | Trachyandesite der Möhrenbach-Formation, ungegliedert („Porphyrit“) | Der Triniusstein liegt ca. 150 m südwestlich der Landstraße Masserberg – Kahlert. Es handelt sich um einen freistehenden, teilweise bewachsenen Felsen aus Trachyandesit (früher Glimmerporphyrit) der Möhrenbach-Formation (Oberkarbon). Das Gestein ist braunrot bis violett oder grau gefärbt. In einer feinkristallinen bis dichten Grundmasse liegen helle – frische sowie auch teilweise zersetzte – Feldspäte und Biotit. Der Triniusstein ist das Ergebnis von Erosion. Teilweise ist das Gestein stärker geklüftet. Auf dem Gipfel steht eine Erinnerungstafel an den populären Wanderer und Schriftsteller August Trinius (1851 bis 1919) und ein Kreuz. An der Westseite befindet sich der „Trinius-Brunnen“. | Schleusegrund | Lage |

### Magmatische Bildungen
| ID       | Bild | Bezeichnung                           | Art | Stratigraphie                                            | Beschreibung | Gemeinde | Lage |
| -------- | ---- | ------------------------------------- | --- | -------------------------------------------------------- | --- | -------- | ---- |
| HBN_894  |      | Feldstein bei Themar                  | Basalt mit säuliger Ausbildung | Tertiäre basische Vulkanite (Basalte etc.), ungegliedert | Durch frühere Steinbrucharbeiten ist ein NNE-streichender Basaltgang am Vorderen und Hinteren Feldstein freigelegt worden. Die beiden Aufschlüsse sind vermutlich die nördlichen Ausläufer eines Basaltganges, der vom Ermelsberg bei Dingsleben über den Ottilienberg (Steinerne Kirche) bei Themar zum Feldstein verläuft. Der Hintere Feldstein ist das eigentliche Schauobjekt, das 1957 als Geologisches Naturdenkmal unter Schutz gestellt und 2006 als nationales Geotop ausgezeichnet wurde. Hier durchdrang basaltisches Magma im Miozän (Jungtertiär) die Schichten des Muschelkalks. Beim Abkühlen der basaltischen Lava bzw. des basaltischen Magmas entstehen bienenwabenartige Schrumpfungsrisse, die dem Basalt eine säulenartige Struktur verleihen. Beim Erkalten des nach oben vordringenden Basalt-Magmas entsteht senkrecht zur (vertikalen) Abkühlungsfläche eine horizontal liegende Basaltsäule. Dagegen erstarrt eine horizontal ausfließende Basalt-Lava zu senkrecht stehenden Basaltsäulen. Der Basalt des Feldsteines zeigt eine beeindruckende säulenförmige Absonderung (fünf- und sechsseitige Säulen) und ist ein klassisches Beispiel für Fieder- bzw. Meilerstellung der Säulen. Im Aufschluss ist die Absonderung von Basaltsäulen in einem Gang gut erklärbar. Bei dem Basalt handelt es sich nach neueren Untersuchungen (R. MEYER et al.) um einen Alkali-Basalt. Der Basalt ist grau- bis blauschwarz, führt Plagioklas, Augit, Magnetit, Olivin, Apatit, Nephelin und besitzt eine Glasbasis. Besonders auffällig ist das Auftreten von teilweise großen Olivinknollen (> 5 cm). Außerdem kommen im Basalt noch Fremdeinschlüsse aus Kalkstein, Granit und Gneis vor, die beim Aufstieg des Magmas mitgerissen wurden. | Lengfeld | Lage |
| HBN_1531 |      | Einfürst                              | Alkalibasalt bestehend aus Klinopyroxenen (teils als Titanaugit), Olivin und Plagioklas | Tertäre basische Vulkanite (Basalte etc.), ungegliedert  | Morphologisch deutlich sichtbarer Basaltgang in den Keuperschichten. Der Basaltgang weist ein SSW – NNE gerichtetes Streichen auf. Die Keuperablagerungen in der Umgebung sind den Bunten Mergeln des Mittleren Keupers zuzuordnen. Zwar sind keine Aufschlüsse des basischen Vulkanites und des Umgebungsgesteines, aus welchem der Einfürst besteht, zu finden, vor allem im südwestlichen, landwirtschaftlich genutzten Teil sind allerdings Lesesteine vorhanden, welche häufig reich an Gasblasen mit sekundären Mineralbildungen (z. B. Calcit) sind. Bei dem Gestein handelt es sich um Alkalibasalt bestehend aus Klinopyroxenen (teils als Titanaugit), Olivin und Plagioklas. Das Alter des Gesteins des Objekts wurde auf 14,4 ± 0,1 Mio. Jahre datiert. Regionalgeologisch gehört der Einfürst zur Heldburger Gangschar, die die Schlote eines Vulkansystems darstellen, welches im Miozän (vor rund 15 Mio. Jahren) aktiv war. Ihre morphologische Auffälligkeit in der Landschaft ist auf die höhere Verwitterungsresistenz der basaltischen Gesteine der Vulkanschlote gegenüber den umgebenden Mergel- und Tonsteinen des Keupers zurückzuführen. Am Einfürst ist durch seine gestreckte Form sehr gut das NNE " SSW gerichtete Streichen des Gangs zu erkennen, welches alle Gänge der Heldburger Gangschar aufweisen. | Römhild  | Lage |
| HBN_2002 |      | Röhmhilder Bruch am Großen Gleichberg | Tholeiitischer Basalt mit Plagioklas, Olivin, Klinopyroxen, Magnetit, violett- bis ziegelrote (teilweise grau gebleichte) schichtungslose Tonmergelsteine und vereinzelten Kalk- und Dolomitsteine | Trossingen-Formation (Feuerletten)                       | Im ehemaligen Römhilder Basaltsteinbruch auf dem Großen Gleichberg sind heute zwei Geotope erschlossen. In den so genannten „Feuerletten“, 40 bis 50 m mächtige violett- bis ziegelrote (teilweise grau gebleichte) schichtungslose Tonmergelsteine und vereinzelten Kalk- und Dolomitsteine aus Trossingen-Formation des Mittleren Keupers, wurden 1932 Dinosaurierskelette entdeckt und von Dr. Rühle von Lilienstern ausgegraben (Exponate befinden sich heute im Naturhistorischen Museum Schleusingen). Die beiden Dinosaurier (ein bis 8 m langer Plateosaurier sowie ein grazilerer bis 6 m langer Theropode) gehören zu den ältesten Dinosauriern. Die „Feuerletten“ repräsentieren eine Landschaft mit ausgedehnten Überschwemmungsebenen bei wechselfeuchtem Klima. Charakteristisch sind große Seen (brackisch-limnisch). Der von 1901 bis 1968 im Steinbruch abgebaute Basalt (Tholeiitischer Basalt mit Plagioklas, Olivin, Klinopyroxen, Magnetit) war im Miozän (Tertiär) vor 14,6 ± 0,2 Mio. Jahren in die Schichten des Keupers und vermutlich Juras (jetzt abgetragen) eingedrungen und intrusiv erstarrt. Neben den zwei geologischen Informationstafeln sowie einer zur Biologie ist auch eine Tafel zur Historie des Steinbruchs vorhanden, der im Zweiten Weltkrieg ein Arbeitserziehungslager (AEL) beherbergte. | Römhild  | Lage |

### Denkstein
| ID       | Bild | Bezeichnung                   | Art                                  | Stratigraphie | Beschreibung | Gemeinde | Lage |
| -------- | ---- | ----------------------------- | ------------------------------------ | ------------- | --- | -------- | ---- |
| HBN_1414 |      | Hollerfraustein bei Waffenrod | überwiegend Milchquarz und Gangquarz |               | Der Hollerfraustein steht auf einer Wiese zwischen den Ortschaften Waffenrod und Hinterrod, ca. 200 m westlich der Kirche von Waffenrod. Der Stein ist überwiegend aus Milchquarz und Gangquarz gemauert. Der Stein ist von Blaufichten und Birken umgeben. | Eisfeld  | Lage |